# Vobezdud
Vobezdud je česká hudební skupina. Vznikla v roce 2003 jako čistě ženské uskupení pod názvem „5 pičí bez dud“. Nyní hlavní trojici Tereza Benešová – Františka Lachmanová – Josefina Šimková doplňují mužští spoluhráči. Z původního názvu vznikl hříčkou s písmeny současný název Vobezdud.
Výrazným prvkem písní skládaných převážně Františkou Lachmanovou a Terezou Benešovou je sebeironie.
Hudební publicista Pavel Klusák kapelu přirovnává k Dybbuku.

## Obsazení
Vobezdud jsou či byli:
- Františka Lachmanová – housle, zpěv
- Tereza Benešová – akordeon, zpěv
- Josefka Šimková – housle, zpěv
- Adéla Taubelová – zpěv
- Lukáš Bouzek – bicí
- Jan Popea – trubka
- Vojta Šícha – basová kytara
- Matěj Čížkovský – kontrabas
- Julien Magnan – elektrická kytara

## Diskografie
- Hejno kadylaků, demo
- K pláči i pobreku, 2010
- Wo bist du?, 2013